# Стебнянська волость
Стебнянська волость — історична адміністративно-територіальна одиниця Звенигородського повіту Київської губернії з центром у селі Стебне.
Станом на 1886 рік складалася з 7 поселень, 6 сільських громад. Населення — 8372 особи (3974 чоловічої статі та 4398 — жіночої), 1531 дворове господарство.
|                     | Площа, десятин | У тому числі орної, десятин |
| ------------------- | -------------- | --------------------------- |
| Сільських громад    | 9640           | 6243                        |
| Приватної власності | —              | —                           |
| Казенної власності  | 100            | —                           |
| Іншої власності     | 288            | 150                         |
| Загалом             | 10028          | 6393                        |

Поселення волості:
- Стебне — колишнє державне село при річці Гнилий Тікич за 7 верст від повітового міста, 1591 особа, 273 двори, 2 православні церкви, 2 постоялих будинки, 2 водяних і 16 вітряних млинів.
- Єрки — колишнє державне село при річці Шполка, 1696 осіб, 321 двір, православна церква, школа, 3 постоялих будинки, лавка, 10 вітряних млини.
- Залізнячка — колишнє державне село при річці Гнилий Тікич, 613 осіб, 122 двори, православна церква, 2 постоялих будинки, 3 вітряних млини.
- Новоселиця — колишнє державне село при річці Калниболото, 1750 осіб, 375 дворів, православна церква, школа, 2 постоялих будинки, 3 водяних і 10 вітряних млинів.
- Розсохуватка — колишнє державне село при річці Калниболото, 1600 осіб, 294 двори, православна церква, школа, постоялий будинок, 10 вітряних млинів.
- Скаливатка — колишнє державне село при річці Шполка, 954 особи, 139 дворів, постоялий будинок, 9 вітряних млинів.

Наприкінці XIX сторіччя об'єднана з Богачівською волостю з утворенням Єрківської волості.